# Dezső Zádor
Dezső Zádor, né le 20 novembre 1912 à Oujhorod et mort le 16 septembre 1985 à Lviv, était un pianiste, organiste, chef d'orchestre et compositeur hongro-ukrainien. Il a enseigné en Hongrie, en Tchécoslovaquie et en Ukraine. Avec I. Marton, il est le fondateur de l'école de composition de Transcarpathie. Il a reçu le titre d'Artiste d'honneur d'Ukraine.

## Biographie
Zador a étudié le piano avec Lengyel Zsigmond. Il est diplômé du Conservatoire de Prague de 1932 à 1934 avec mention en orgue, direction d'orchestre et piano. Il a suivi les cours de composition de Vítězslav Novák, Jaroslav Křička, et les cours de Zdeněk Nejedlý à l'Université Charles.
De 1934 à 1936, il se produit comme pianiste, de 1936 à 1938 il suit un cours de troisième cycle en composition et musicologie à Prague, tout en étant conseiller musical de la Russie subcarpatique (Tchécoslovaquie) au ministère de l'éducation, puis, à partir de 1938, il travaille comme enseignant.
En tant que chef d'orchestre, il a commencé à étudier la musique folklorique transcarpathique et a organisé des expéditions folkloriques, au cours desquelles il a enregistré plus de 300 chansons folkloriques, kolomyyok, chants de Noël, et chants rituels. Cette partie a été publiée dans la collection "Chants Folkloriques des Ruthènes Subcarpatiques" (Ungvár, 1944).
Il a également écrit l'ouvrage théorique Kolomiyka in n folk art.
De 1947 à 1950, il a été chef d'orchestre et soliste de l'Orchestre Symphonique d'Oujhorod. De 1948 à 1949, il a été écarté au profit du cosmopolitisme. De 1954 à 1963, il a été le directeur artistique de l'Orchestre philharmonique d'Oujhorod, et, enfin, de 1963 à 1985, il a été professeur au Conservatoire de Lviv.
En 1992, l'École de Musique d'État Oujhorod a été nommée en son honneur.